# Incapillo
L'Incapillo est une caldeira du Pléistocène, une dépression formée par l'effondrement d'un volcan, située dans la province de La Rioja, en Argentine. Situé dans les Andes argentines, l'Incapillo est une caldeira qui fait partie de la zone volcanique centrale des Andes.
La subduction de la plaque de Nazca sous la plaque sud-américaine est responsable de la majeure partie du volcanisme dans la zone volcanique centrale. Après que l'activité dans l'arc volcanique, à l'ouest de la ceinture de Maricunga, a cessé il y a 6 millions d'années, le volcanisme s'intensifie dans la région de l'Incapillo, formant les hauts volcans que sont le Monte Pissis, le Cerro Bonete Chico et le Veladero. Plus tard, un certain nombre de dômes de lave se sont formés entre ces volcans.
L'Incapillo est la source de l'ignimbrite de l'Incapillo, un dépôt de taille moyenne comparable à celui du mont Katmai. Représentant un volume d'environ 20,4 km3, l'ignimbrite de l'Incapillo est expulsée entre 0,52 ± 0,03 et 0,51 ± 0,04 millions d'années. Une caldeira de 5 × 6 km se forme pendant l'éruption. Le volcanisme ultérieur a généré plus de dômes de lave dans la caldeira et un flux de débris dans la Sierra de Veladero. Le lac de la caldeira est une zone d'activité hydrothermale.

## Toponymie
Le nom Incapillo signifie « couronne de l'Inca » en langue quechua.
Il est également connu sous le nom de caldeira Bonete.

## Géographie

### Situation
L'Incapillo est situé dans la province de La Rioja, en Argentine. Il s'agit de la caldeira dont l'altitude est la plus élevée au monde.
L'Incapillo est le volcan le plus au sud de la zone volcanique centrale des Andes avec une activité datant du Pléistocène.

### Topographie

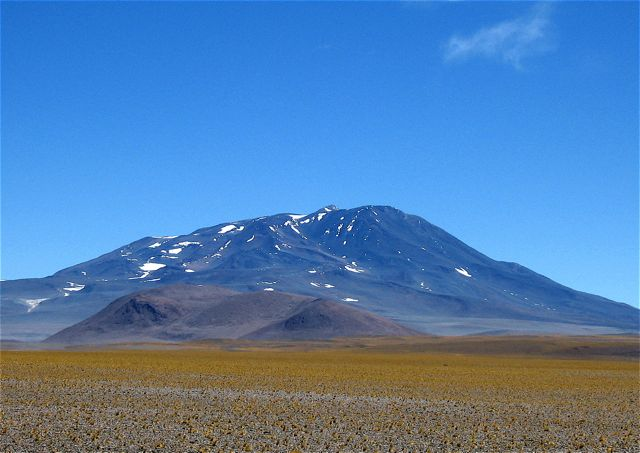
Cerro Bonete Chico

L'Incapillo est une caldeira d'un diamètre de 5 × 6 km, à une altitude de 5 750 m. Les trois centres volcaniques adjacents que sont le Monte Pissis (6 882 m), le Cerro Bonete Grande (6 436 m) et le Cerro Bonete Chico (6 759 m) sont également considérés comme faisant partie de ce complexe volcanique et sont parmi les plus élevés sur Terre. Ces centres entourent les dômes de lave et d'ignimbrite. Les parois de la caldeira mesurent 250 m de haut. Une ignimbrite uniforme, nommée ignimbrite de l'Incapillo, est riche en pierre ponce et forme la majeure partie des parois de la caldeira.
Autour de la caldeira se trouvent 40 dômes de lave, répartis en deux groupes, qui s'étendent du nord-ouest vers le sud-est. Il existe un groupe oriental entre le Monte Pissis et le Cerro Bonete Chico et un groupe occidental sur la Sierra de Veladero. Globalement, les dômes ont des hauteurs comprise entre 100 et 600 m et un tablier basal d'environ 1 km de large, composé de matériel érosif. Certains dômes ont des cratères d'une largeur de 20 m, remplis d'eau, à leur sommet. Les dômes sur la partie nord de la caldeira sont dacitiques et montrent des signes d'altération. Certains dômes font probablement partie du complexe pré-caldeira, et plusieurs dômes rhyodacitiques ont été modifiés par des processus d'érosion après la formation de la caldeira ; ils étaient auparavant considérés comme des restes d'érosion. Les dômes plus anciens ont des couleurs oxydées rougeâtres sur les images satellites. Le volume total des dômes est d'environ 16 km3.

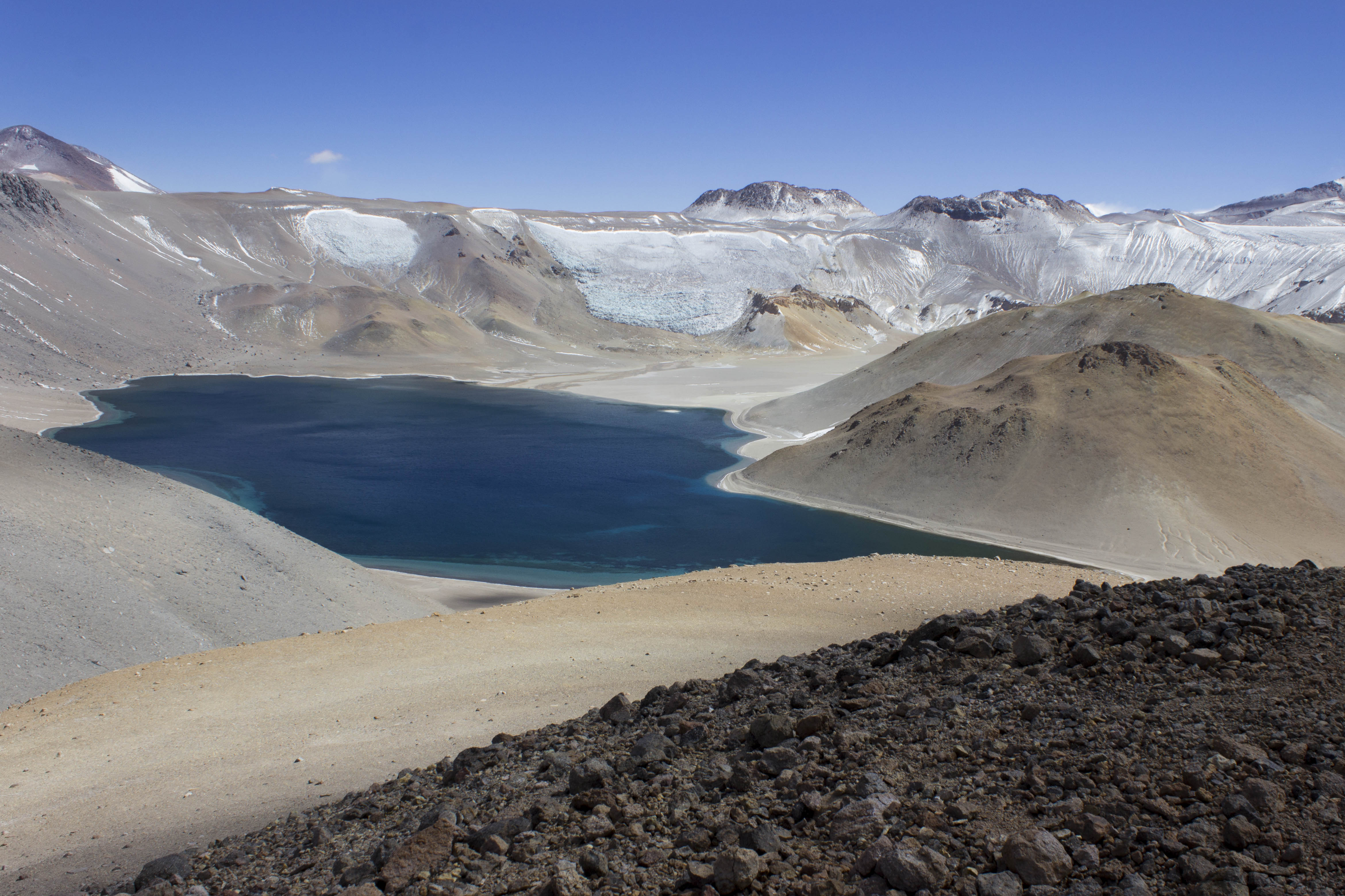
Laguna Corona del Inca

À côté d'un dôme de lave fortement altéré par l'hydrothermalisme au centre de la caldeira se trouve la laguna Corona del Inca. Ce lac de 2 × 1 km est profond de 350 m, il se trouve à 5 300 m d'altitude. Le lac a probablement engendré les dépôts de roches évaporites qui se trouvent sur le sol de la caldeira. La température de l'eau de 13 °C, obtenue par des mesures par satellite, suggère qu'une certaine activité hydrothermale persiste. Le lac est alimenté par l'eau de fonte.

### Géologie
La plaque de Nazca s'enfonce sous la plaque sud-américaine à une vitesse de 7 à 9 cm par an dans la région de la zone volcanique centrale. La subduction entraîne un volcanisme le long de la cordillère Occidentale, 240–300 km à l'est de la fosse océanique formée par la subduction.
L'Incapillo est l'une des six caldeiras faisant partie de la zone volcanique centrale, au Chili, en Bolivie et en Argentine. La zone volcanique centrale est l'un des quatre arcs volcaniques de la cordillère des Andes. À environ 50 km à l'ouest de l'Incapillo se trouve la ceinture de Maricunga, où le volcanisme a commencé il y a 27 Ma et a impliqué des phases d'activité ignimbritique et stratovolcanique, permettant la formation du Copiapó, jusqu'à ce que l'activité cesse avec la dernière éruption de Nevado de Jotabeche, il y a 6 Ma. Au sud d'Incapillo, la région de dalle plane pampéenne est associée à une déformation tectonique et à une absence d'activité volcanique jusqu'au volcan Tupungato, plus au sud.
Dans Volcanoes of the Central Andes (1991), S. L. de Silva et P. Francis suggèrent que la zone volcanique centrale devrait être subdivisée en deux systèmes volcaniques, l'un au Pérou et l'autre au Chili, sur la base de l'orientation nord-ouest—sud-est. Dans leur article de 1987 dans la revue de l'American Geophysical Union, C.A. Wood, G. McLaughlin et P. Francis suggéraient à la place une subdivision en neuf groupes distincts.

### Climat et hydrographie
En raison de son altitude élevée, l'Incapillo possède un climat alpin, avec des températures basses et une faible concentration en oxygène dans l'air, des vents violents et des précipitations principalement estivales. Il n'existe par de station météo sur l'Incapillo et donc pas de données climatiques précises, cependant la laguna Brava (plus au sud) connaît des précipitations moyennes de 300 mm par an et des températures de 0 °C à 5 °C. Le río Desaguadero trouve son origine sur le Cerro Bonete.

### Végétation
La végétation varie selon l'approvisionnement en eau et l'altitude, elle disparaît progressivement entre 4 300 et 5 000 m. Les herbes que l'on trouve jusqu'à 5 000 m sont des Festuca, des Stipa et dans les zones plus humides des Calamagrostis. On trouve également des Adesmia et des Nototriche copon qui peuvent former occasionnellement des plaques végétales denses.